# قرار مجلس الأمن التابع للأمم المتحدة رقم 1691
قرار مجلس الأمن التابع للأمم المتحدة رقم 1691، المتخذ في 22 يونيو 2006، بدون تصويت بشأن انضمام الجبل الأسود إلى الأمم المتحدة، أوصى المجلس الجمعية العمومية بقبول الجبل الأسود.
انضم البلد إلى الأمم المتحدة في 28 يونيو 2006 باسم «جمهورية الجبل الأسود»؛ بعد اعتماد دستور جديد في أكتوبر 2007، تم تعديل هذا إلى الصيغة القصيرة «الجبل الأسود».

## روابط خارجية
- نص القرار في undocs.org